# Kenny Cameron
Kenny Cameron (né le 2 juillet 1943 à Dundee en Écosse) est un joueur de football écossais.

## Biographie
Cameron commence sa carrière professionnelle avec le Dundee FC, avec qui il inscrit notamment un but lors de la Scottish Cup 1964. Il rejoint ensuite Kilmarnock et en 1968, le Dundee United, avec qui il a une moyenne d'un but tous les deux matchs durant ses six années à Tannadice Park. Il quitte le club en 1974 pour rejoindre le Montrose FC, qu'il entraîne ensuite. Cameron retourne à Tannadice en tant qu'entraîneur et découvreur de talents, jusqu'en 1996 (après 15 années passées au club) où il prend les rênes du club junior de Dundee St Joseph's.

## Palmarès
Dundee FC
- Finaliste de la Scottish Cup (1) :
  - 1964.

Dundee United FC
- Meilleur buteur du Championnat d'Écosse de football (1) :
  - 1969: 26 buts.
- Finaliste de la Scottish Cup (1) :
  - 1974.